# Projekt 10831
Projekt 10831 (russisch Лошарик, Loscharik) ist ein experimentelles, nuklearbetriebenes Forschungs-U-Boot der russischen Marine. Sowohl die Kennungen AS-12 als auch AS-31 wurden in Medienberichten über einen Unfall im Juli 2019 verwendet.

## Beschreibung
Projekt 10831 ist ein unbewaffnetes, tieftauchendes U-Boot für Spezialeinsätze. Es wurde unter großer Geheimhaltung gebaut und betrieben, so dass viele technische Daten unklar sind. Daher wird das Boot auch als Spionage-U-Boot bezeichnet. Nur wenige Fotos existieren; eine der schärfsten Aufnahmen stammt von 2014 und entstand wohl zufällig beim Filmen einer Episode des russischen Ablegers der Fernsehsendung Top Gear bei Archangelsk.
Der Druckkörper des U-Bootes, in dem sich die Besatzung aufhält und der die wichtigsten technischen Einrichtungen enthält, soll, ähnlich der Konfiguration des Namenspaten Loscharik, aus entlang der Längsachse des Bootes aneinandergereihten Kugeln bestehen, die durch ihre Formgebung extremem Druck standhalten können und dem Boot so eine überdurchschnittliche Tauchtiefe ermöglichen. Nach Schätzungen kann Loscharik in bis zu 1000 Metern Wassertiefe eingesetzt werden, oder sogar bis zu 6.000 Metern.

## Baulose
| Kennung | Projekt | Schiff | Kiellegung    | Stapellauf     | Indienststellung | Verbleib          |
| ------- | ------- | ------ | ------------- | -------------- | ---------------- | ----------------- |
| AS-31   | 10831   | -      | 16. Juli 1990 | 6. August 2003 | 2010             | aktiv, Nordflotte |
| -       | 10831   | -      | Dezember 2012 | 2016           | 2018             | aktiv             |

## Unfall am 1. Juli 2019

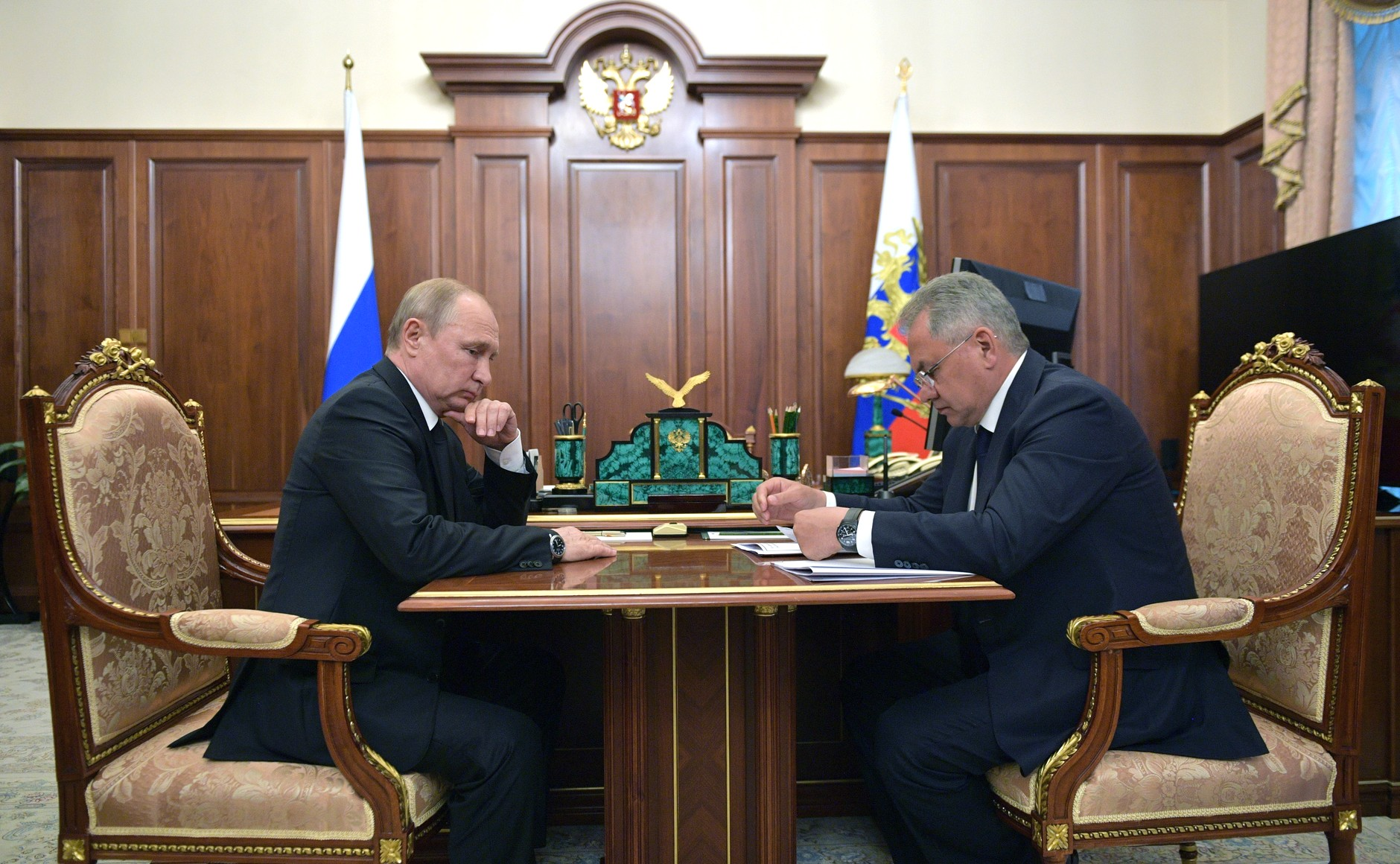
Offizielles Foto, das Verteidigungsminister Sergei Schoigu beim Informieren des Präsidenten am 2. Juli 2019 zeigt.

Am 1. Juli 2019 gegen 20:30 Uhr brach nach Medienberichten, die sich auf anonyme russische Militärquellen stützen, an Bord ein Feuer aus. 14 Seeleute kamen nach Angaben des russischen Verteidigungsministeriums auf einem nicht näher spezifizierten U-Boot am 1. Juli bei Erkundungsarbeiten in russischen Gewässern durch die Folgen eines Feuers ums Leben. Das betroffene Boot konnte anschließend offenbar aus eigener Kraft eine Basis der Nordmeerflotte bei Seweromorsk ansteuern.
Fünf Seeleute sollten nach offiziellen Angaben in ärztlicher Behandlung sein, während nach russischen Presserecherchen die Mehrheit der Opfer auf dem Weg ins Krankenhaus oder kurz danach starb. Sieben der Opfer sollen nach Angaben des russischen Präsidenten Wladimir Putin den Dienstgrad Kapitän 1. Ranges innegehabt haben, was dem Marinedienstgrad Kapitän zur See entspricht. Eine so hohe Konzentration von hochrangigen Offizieren auf einem kleinen U-Boot ist nach Einschätzung von Kyle Mizokami vom Magazin Popular Mechanics außergewöhnlich. Der genaue Ablauf des Unglücks bleibt unklar, nach offiziellen Verlautbarungen war ein Feuer in der Batterieabteilung ausgebrochen. Ein Militärvertreter hatte jedoch nach Zeugenaussagen im Zuge der Trauerfeierlichkeiten in seiner Rede gesagt, die Toten hätten durch ihren Einsatz eine Katastrophe planetaren Ausmaßes verhindert.
Über die Hintergründe des Einsatzes, bei dem der Unfall offenbar geschah, spekulierte auch das russische Magazin Lenta.ru. Die offizielle Version, dass sich das verunglückte Boot auf einer Mission für bathymetrische Vermessungsarbeiten befand, sei zwar möglich, aber unglaubwürdig, denn das Gebiet direkt vor der Kola-Halbinsel, nahe der Grenze zu Norwegen, solle dem russischen Verteidigungsministerium bereits bestens bekannt sein und in den 300 Meter tiefen Gewässern wäre der Einsatz von „Loscharik“ nicht sonderlich effizient. Die wahrscheinlichste Erklärung sei demnach, dass „Loscharik“ abgestellt war, um Stationen für das Unterwasserortungssystem „Garmonija“ zu platzieren, das ähnlich dem US-amerikanischen SOSUS eingesetzt werden soll und dessen Implementierung für 2020 geplant gewesen sei.
Das U-Boot wurde in Sewerodwinsk bei der Sewmasch-Werft repariert. Eine voraussichtliche Wiederindienststellung sollte 2024 erfolgen.

## Gedenken
Die 14 toten Besatzungsmitglieder wurden auf dem Serafimowskoje-Friedhof in Sankt Petersburg bestattet. Am 5. Juli 2020 – ein Jahr später – wurde dort zu ihrem Andenken ein Gedenkort eingeweiht.